# Live March 2001
Live March 2001 è il settimo album pubblicato dal gruppo alternative rock statunitense dei 16 Horsepower, edito nel 2008 per la Glitterhouse Records.
È frutto delle registrazione avvenuta durante il concerto del 23 marzo 2001 presso il locale l'Ancienne Belgique di Bruxelles.
I brani sono stati composti dal gruppo tranne il traditional Wayfaring Stranger, 24 Hours dei Joy Division e Partisan canzone francese scritta nel 1943 e resa celebra dal cantautore canadese Leonard Cohen e dalla cantante folk Joan Baez.

## Tracce
Disco 1
1. American Wheeze (4:12)
2. I Seen What I Saw (4:09)
3. Wayfaring Stranger (4:27)
4. Cinder Alley (5:16)
5. Straw Foot (4:29)
6. Clogger (4:04)
7. Harm's Way (5:19)
8. Haw (4:56)
9. Poor Mouth (5:34)
10. Praying Arm Lane (3:57)

Disco 2
1. Burning Bush (4:34)
2. Splinters (7:02)
3. Silver Saddle (5:38)
4. Phyllis Ruth (7:23)
5. 24 Hours (5:45) (dei Joy Division)
6. Partisan (5:13) (di Anna Marly ed Emmanuel d'Astier)
7. Coal Black Horses (4:53)
8. Dead Run (3:47)

## Musicisti
- David Eugene Edwards - voce, chitarra
- Jean-Yves Tola - batteria, percussioni, piano
- Pascal Humbert - basso, contrabbasso, chitarra
- Steven Taylor - chitarra